# Chris O'Donnell
Christopher Eugene "Chris" O'Donnell, född 26 juni 1970 i Winnetka, Illinois, är en amerikansk skådespelare och filmproducent. 

## Bakgrund
O'Donnell var yngst i familjen med fyra systrar och två bröder. Han blev modell när han var 13 men slutade när han var 16 eftersom han började göra reklamfilmer istället. När han var 17 ville han sluta med modelljobbet och reklamfilmerna men blev tillfrågad att gå på audition för Livet går vidare. Men O'Donnell vägrade och hans mamma var tvungen att muta honom genom att lova att hon skulle köpa honom en ny bil ifall han gick på auditionen. Han gick och han fick rollen. 

## Filmografi, i urval
- 1990 – Livet går vidare
- 1991 – Stekta gröna tomater på Whistle Stop Café
- 1992 – En kvinnas doft
- 1992 – Den inre kretsen
- 1993 – De tre musketörerna
- 1995 – Circle of Friends
- 1995 – Mad Love
- 1995 – Batman Forever
- 1996 – The Chamber
- 1996 – In Love and War
- 1997 – Batman & Robin
- 1999 – The Bachelor (även produktion)
- 2000 – Vertical Limit
- 2001 – The Triangle (produktion)
- 2004 – 2 1/2 män, avsnitt An Old Flame with a New Wick (gästroll i TV-serie)
- 2004 – Kinsey
- 2008 – Max Payne
- 2009 – NCIS (TV-serie)
- 2009–2016 – NCIS: Los Angeles (TV-serie)